# Makuta
A makuta, egyéb alakban mukut, mahkota, magaik, mokot, mongkut vagy csada néven is ismert, egyfajta fejdísz, amelyet koronaként használtak a délkelet-ázsiai monarchiákban, a mai Kambodzsában és Thaiföldön, valamint történelmileg Indonéziában (Jáva, Szumátra és Bali), Malajziában, Srí Lankán, Laoszban és Burmában. Kambodzsában, Indonéziában, Malajziában, Srí Lankán és Thaiföldön a klasszikus udvari táncokban is használják, mint például a khol, a khon, vagy a lakhon különböző formái, valamint a vajang vong táncos dráma előadásai. Magas, csúcsos formájú fejfedő, aranyból vagy azt helyettesítő anyagból készül, és általában drágakövekkel díszített. A királyság jelképeként mind Kambodzsában, mind Thaiföldön az uralkodói viselet része.

## Etimológia és eredet

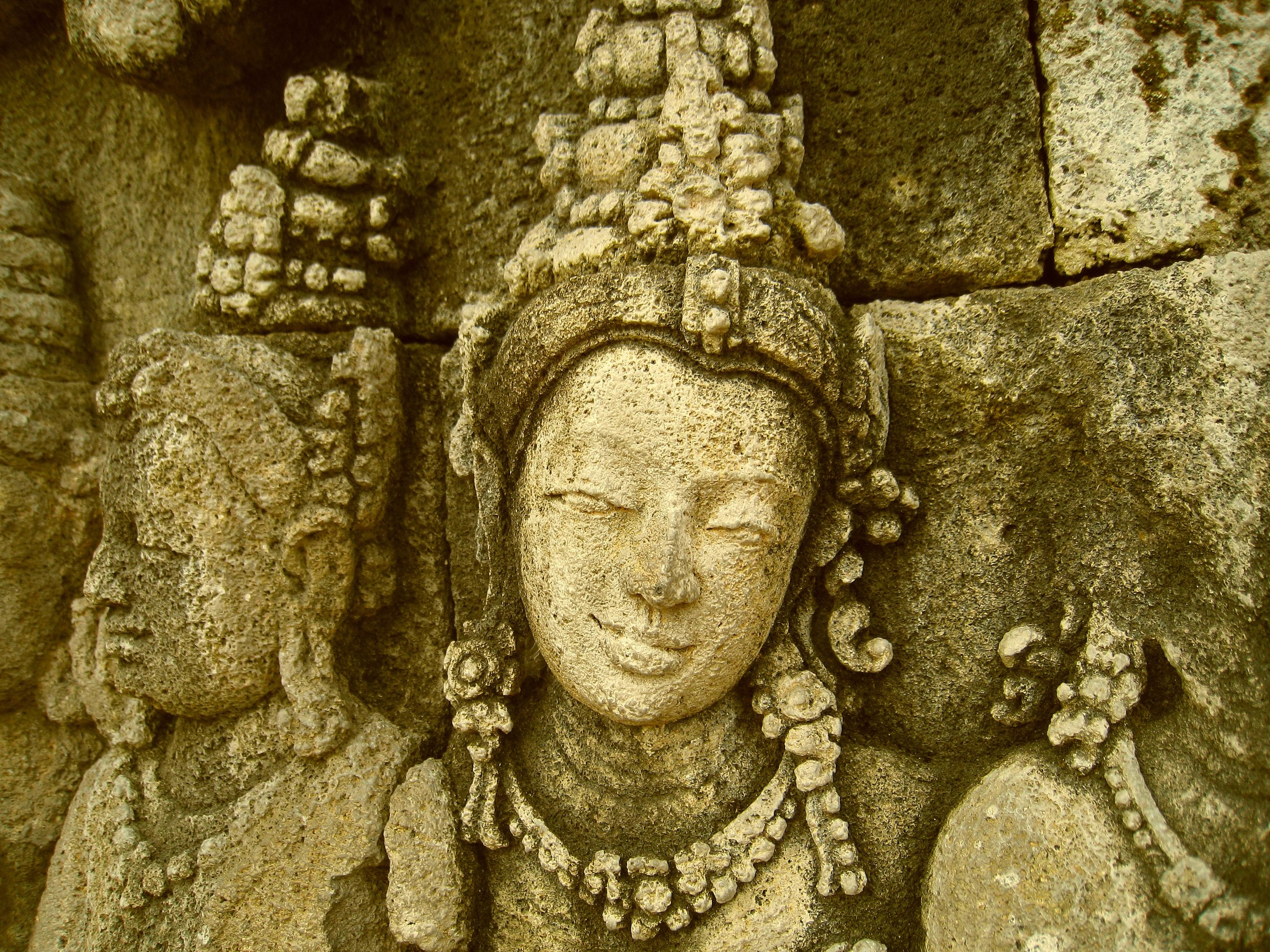
A Borobudurban található Lalitavistara dombormű a dharmát örömmel hallgató dévákat (istenek) ábrázolja, akik jatamakutát viselnek, Jáva, 9. század.

A korona különböző formái a jaṭāmakuṭa, az aszkéták korona alakúra formált, összefogott haját jelképező fejdíszként keletkeztek, amely gyakran megtalálható Siva és Avalókitésvara ábrázolásaiban. Az 1. évezred fordulójára az indiai szubkontinensről kiinduló hindu-buddhista civilizáció kultúrája Délkelet-Ázsiában az indiai királysághoz hasonló államalakulatokat hozott  létre; a Mekong-deltától közép-Vietnámig, Jávától Szumátráig és a Maláj-félszigetig. A  Délkelet-Ázsiában a szanszkrit kultúra megjelenése kéz a kézben járt a hindu-buddhista királyi felfogás átvételével. Számos szanszkrit kifejezés került be a régió helyi nyelveibe. A szanszkrit: ''मुकुट'' =mukut szót a jávai és a balinéz nyelvben makuta néven átvették a királyi korona leírására (javi írással: مهکوتا), a maláj és indonéz nyelvben mahkota alakban honosodott meg. A khmer mokot (មកុដ), a burmai magaik (မကိုဋ်) és a thai mongkut (มงกุฎ) is ugyanebből a szóból származik.

## Különféle változatok

### Kambodzsa

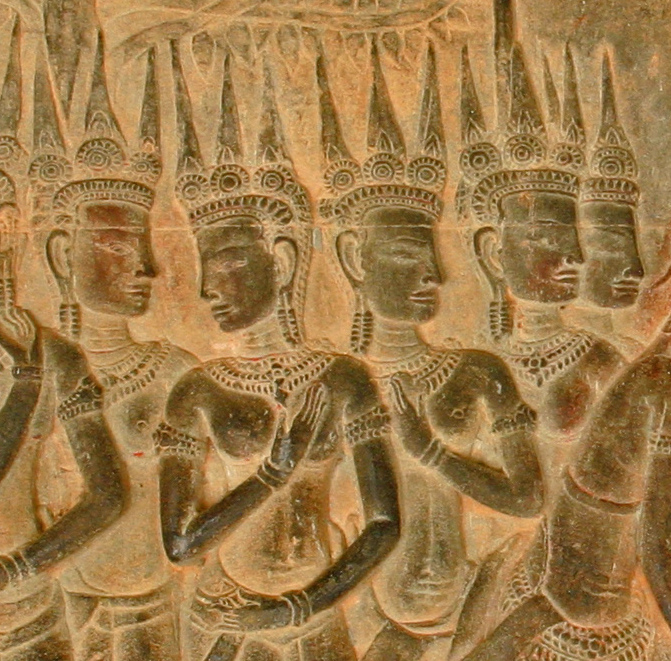
Női alakok csoportja oldalnézetben ábrázolva mokot vagy Apsara koronával (a 12 században épült Angkor Vat templom déli galériája, Kambodzsa)

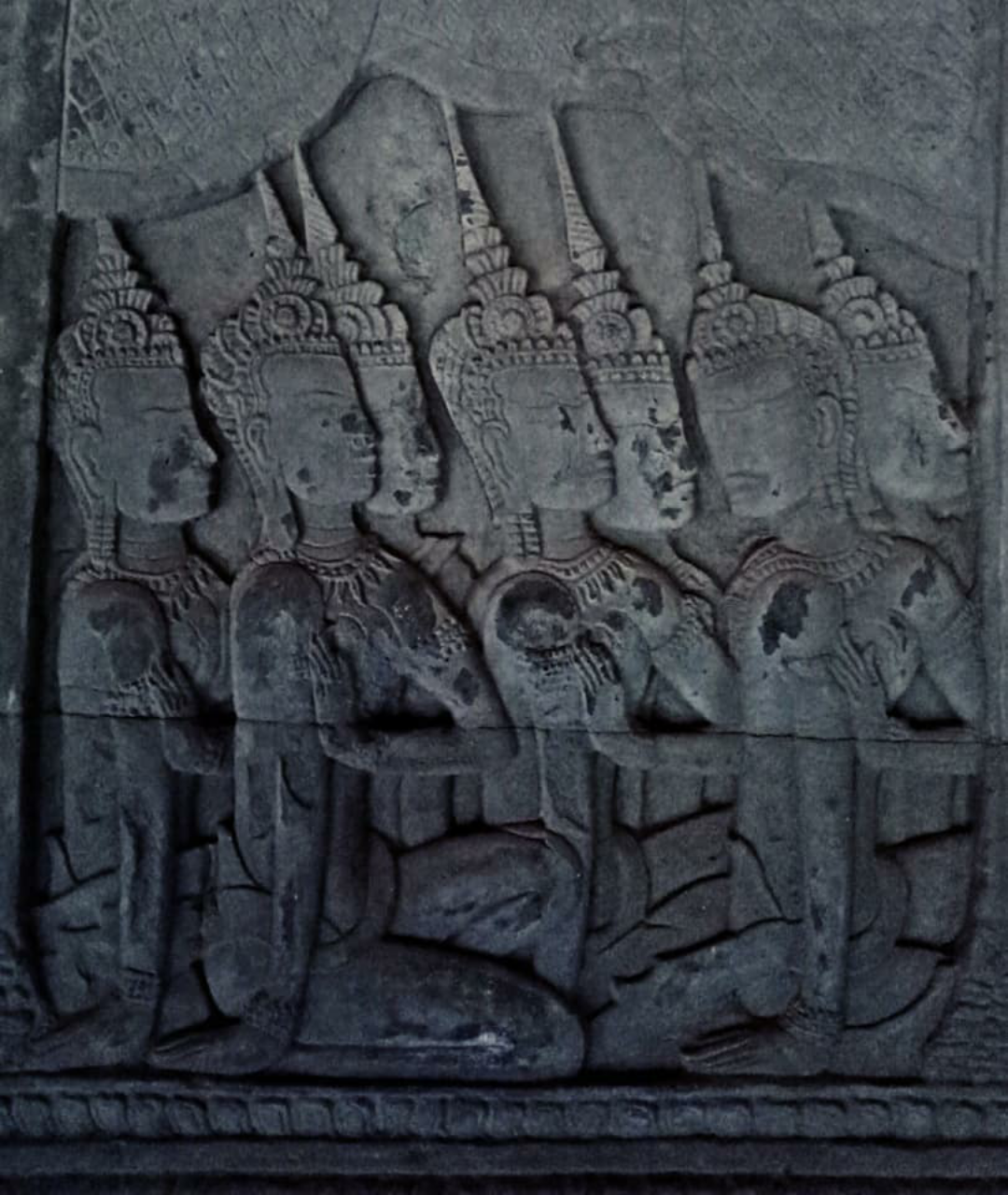
Angkor Vat templomának déli galériájában ábrázolt ülő női alakok csoportja magas, csúcsos koronával

A kambodzsai hagyományban a történelem során sokféle jelentéssel használták a mokot fejfedőt. A legtöbb esetben a hindu istenségek és a hinduizmust felkaroló királyok ábrázolásain látható, ebben az esetben a korona a Meru hegyet vagy Prangot jelképezte, míg a buddhisták számára a mokot magas, csúcsos formájával a sztúpa jelképe. A kambodzsai királyi balettben a legmagasabb rangú férfi királyi szereplő által viselt koronát mokot ksat-nak, a női karakterek esetében pedig mokot ksatrey-nek nevezik.

### Indonézia
Indonézia, különösen Szumátra, Jáva és Bali már a 4. században átvette a hindu-buddhista királyság fogalmát. Így a makuta kifejezés a kavi vagy régi jávai nyelvbe került, ez a nyelv kősőbb a modern jávai és balinéz nyelvek ősévé vált. Szumátrán az ómaláj nyelv szintén átvette a makuta alakot, amely a modern maláj és indonéz nyelvekben mahkota formára változott. A tipikus klasszikus jávai hindu-buddhista jatamakuta számos 9. századi jávai kandi templomokban található szobron és domborművön, például Mendutban, Borobudurban és Prambananban látható. A jávai makuta hűségesebben követi a klasszikus indiai uralkodók koronáját, jamang vagy siger nevű diadém vagy tiara, amelyet a homlokon, a fejet körülölelve viselnek, míg a haj magas kontyba rendezett, rögzítő aranygyűrűvel és számos aranydísszel ékesített.

A jávai makuta koronát ma a hagyományos vajang vong táncos dráma előadásban használják. A balinéz változat a jávai stílusú korona mintájára készült. A Makuta Binokasih Sanghyang Pake a klasszikus jávai makuta stílusú aranykorona, amely eredetileg a Szunda Királyság koronája volt, és a Sumedang Larang királyság uralkodói jelvénye lett. A Kutai Kartanegara Szultanátus királyi koronáját klasszikus jávai stílusban tervezték, amely hasonlít a jávai vajang vong (Wayang orang) előadásban szereplő királyi koronára.

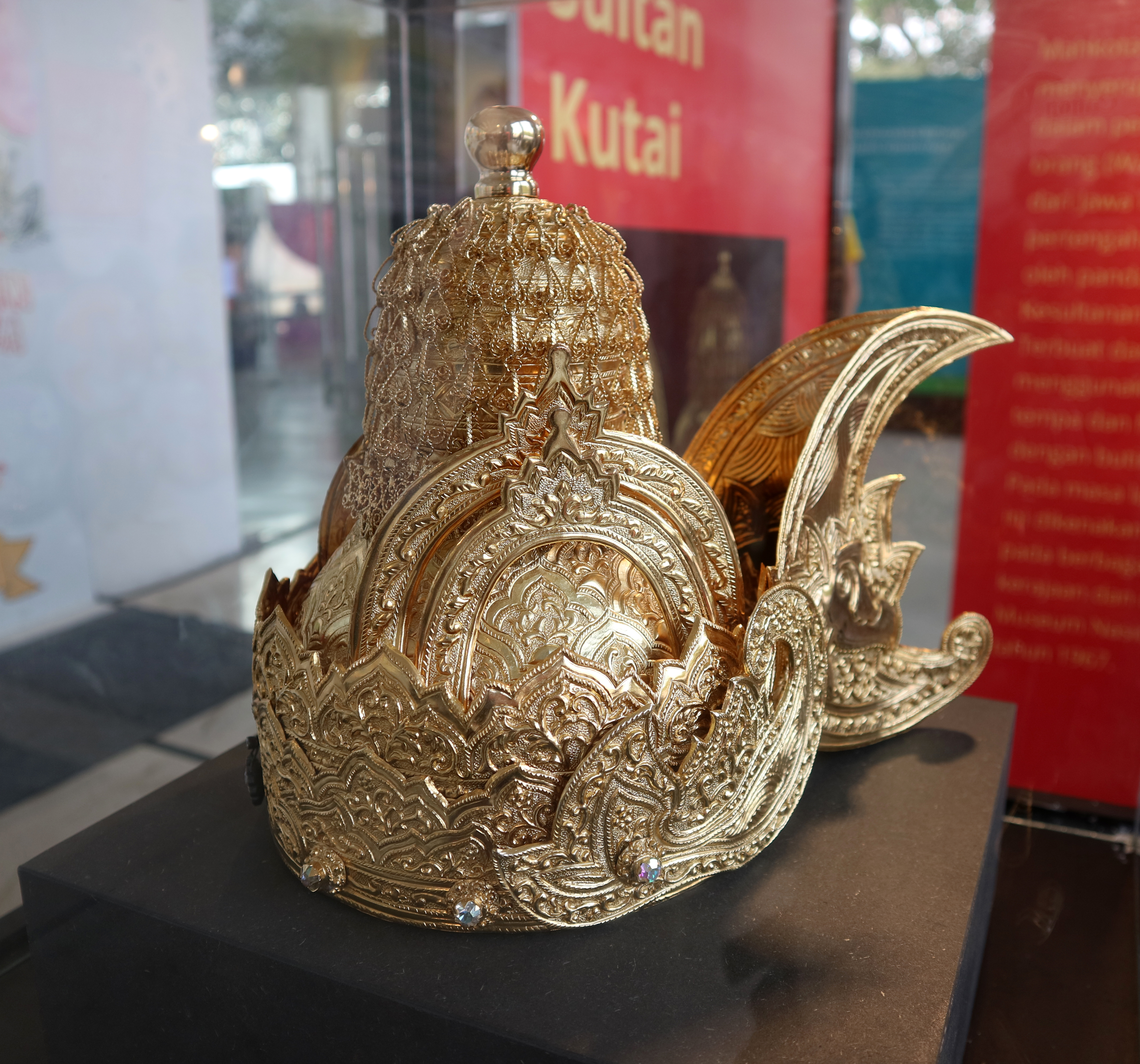
Mahkota Kutai, a Kutai Kartanegara Szultanátus aranykoronája, amelyet a jávai makuta formájáról mintáztak.

### Malajzia
Malajziában a makuta koronát a hagyományos Menora táncdrámában használják, amelyet főként Malajzia északi államaiban adnak elő. Az előadások főszereplője, más néven a Menora, makutát, egyfajta lágy fémből készült magas koronát visel. Maláj nyelven ezt a fajta koronát kecopong-nak nevezik a koronára használt szokásos maláj szó, a mahkota helyett. Ennek a makutának 16 függőlegesen lekerekített sarka van, pomponokkal, hegyes fülekkel és díszes fülbevalókkal.

### Burma (Mianmar)
Az európai gyarmatosítás előtt fennállt burmai királyságokban a magaik egyike volt a koronázási szertartásokon használt öt uralkodói jelvénynek. A magaik Buddha kiemelkedő képmásaival díszitett korona. A hti, a burmai pagodák tetején található esernyő kilenc szintből áll, formája a magaik alakját utánozza. Ma Burmában a magaikot klasszikus burmai táncok előadásainál viselik.

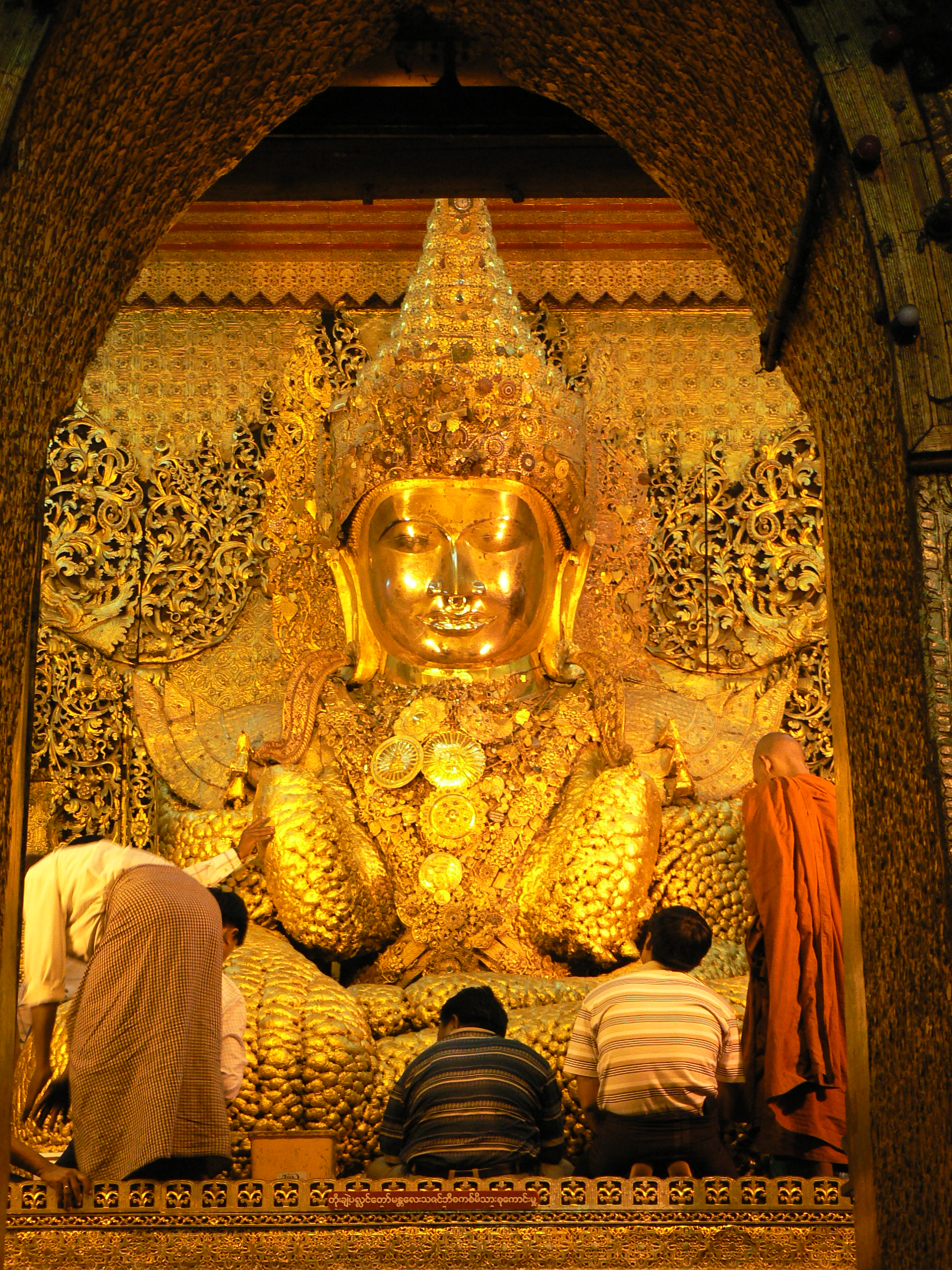
A mandalayi Mahamuni Buddha templom szobor gyémántokkal, rubinokkal és zafírokkal ékesített magaik koronát visel.

### Thaiföld
Thaiföldön a fejdísz két néven ismert: csada és mongkut. Jellegzetes magas, hegyes formája valószínűleg a lomphok-ból, egy perzsa eredetű, szövetből készült hegyes fejdíszből származik, az Ajuthajá Királyság idején terjedt el a viselete. A khon és a lakhon klasszikus thai táncos drámák előadásaiban a csadát királyokat alakító férfi szereplők viselik, míg a mongkutot a nők. A csada és a mongkut számos változata létezik, amelyek a viselő társadalmi helyzetét és az alkalmat is tükrözik. Istenségek jelképeként a mongkut gyakran megjelenik Buddha vagy dévák ábrázolásain. A királyság jelképeként a győzelem nagy koronája  (Phra Maha Phichai Mongkut) a thai koronaékszerek közé tartozik.

### Egyéb hagyományok
Hasonló koronákat időnként a Csampa apsara táncos előadásokban is viselnek, és alkalmanként a fesztiválok ruházatának részeként is előkerül.

## Képek

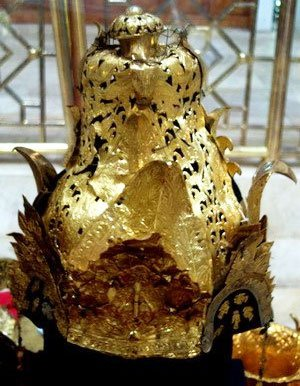
Makuta Binokasih Sanghyang Pake, a Szunda Királyság koronája.
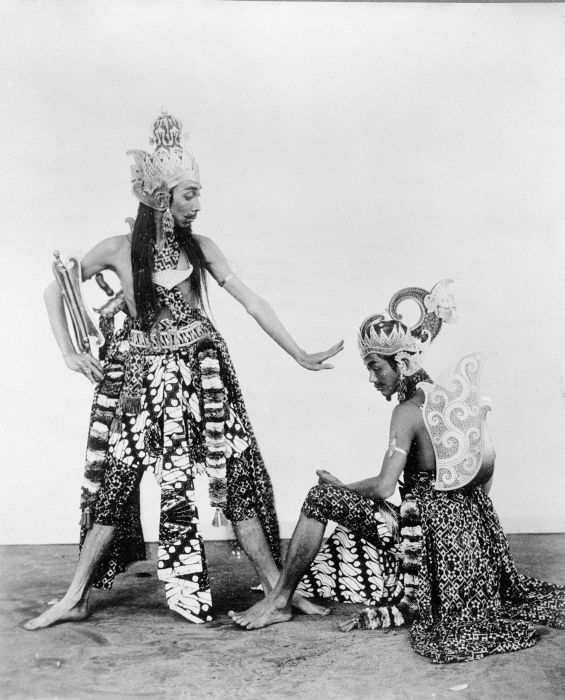
Vajang vong jávai táncos dráma előadója jávai makuta koronát visel.
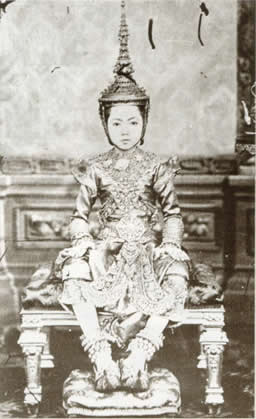
Voralaksanavadi hercegnő csadát visel.
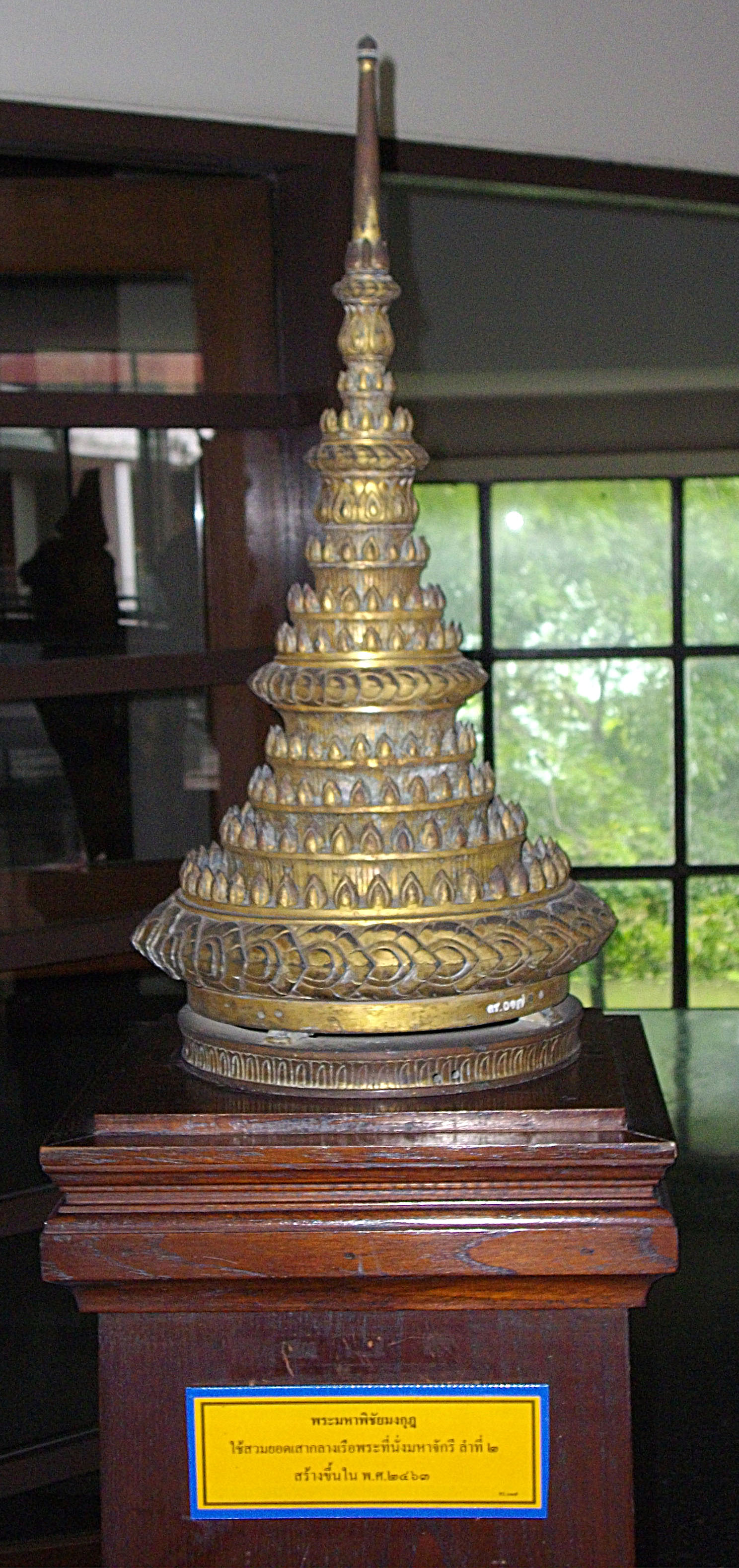
A győzelem nagy koronájának másolata a II Mahachakri királyi jacht árbocára, Thai Királyi Haditengerészeti Múzeum, Samut Prakan.

## Fordítás
Ez a szócikk részben vagy egészben  a   Makuṭa című angol Wikipédia-szócikk ezen változatának fordításán alapul.  Az eredeti cikk szerkesztőit annak laptörténete sorolja fel. Ez a jelzés csupán a megfogalmazás eredetét és a szerzői jogokat jelzi, nem szolgál a cikkben szereplő információk forrásmegjelöléseként.